# Orangebröstad trast
Orangebröstad trast (Geokichla piaggiae) är en fågel i familjen trastar inom ordningen tättingar. Den förekommer i bergsskogar i Centralafrika.

## Utseende och läte
Orangebröstad trast är en stor brunryggig trast med orangefärgat bröst och tydliga vita vingband. Den är mycket lik bantutrasten, men har annorlunda huvudteckning: orangefärgad hjässa, otecknat ansikte och en fullständig vit ögonring. Sången är musikalisk och typiskt trastlik, en pratig och gladlynt serie med visslingar och skrockande ljud.

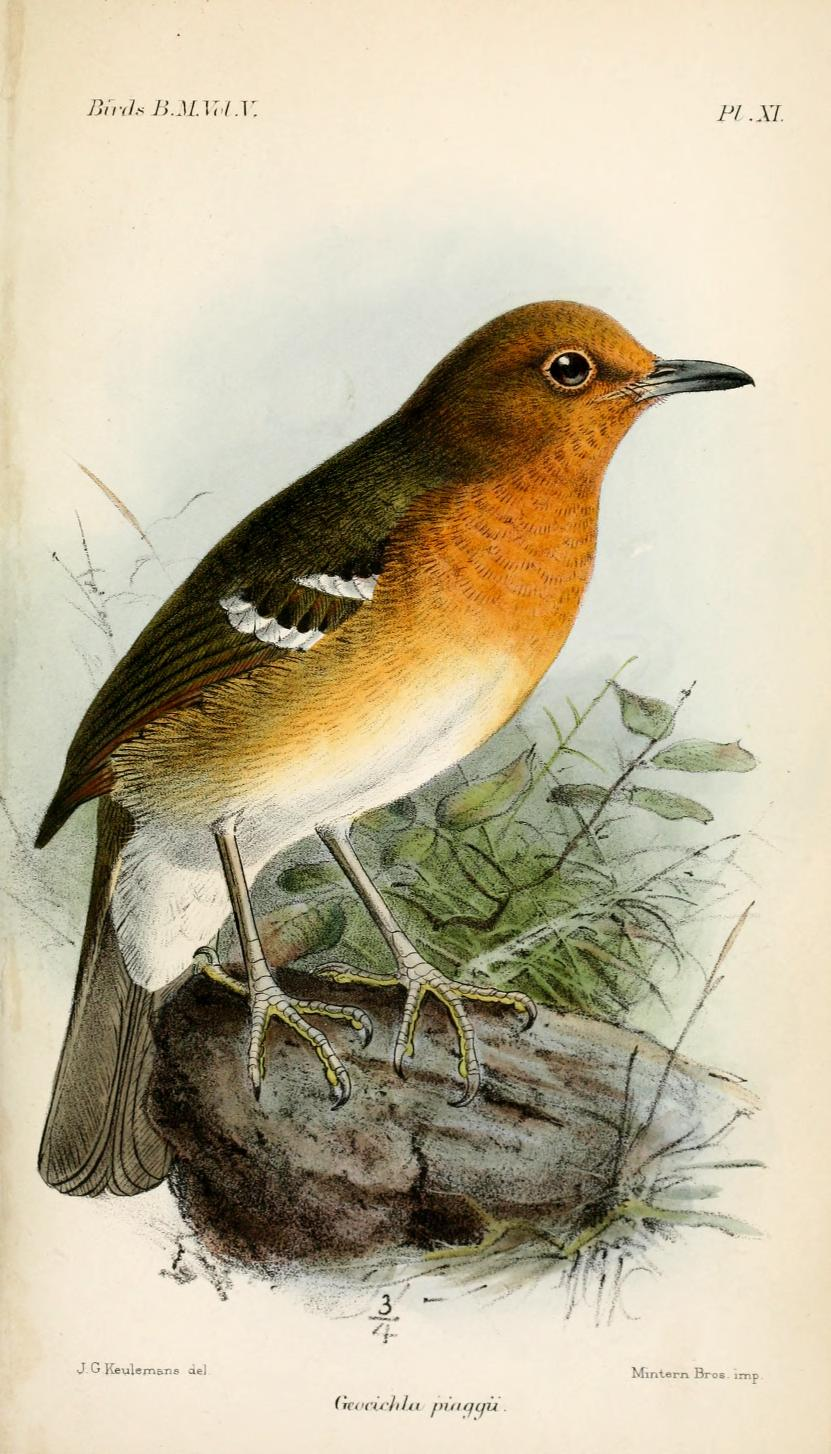
Illustration by Keulemans, 1881

## Utbredning och systematik
Orangebröstad trast delas in i sex underarter med följande utbredning:
- Geokichla piaggiae piaggiae – Boma Hills i sydöstra Sudan till Etiopien, östra Demokratiska republiken Kongo samt norra och västra Kenya
- Geokichla piaggiae hadii – sydöstra Sudan
- Geokichla piaggiae ruwenzorii – Ruwenzoribergen i västra Uganda
- Geokichla piaggiae kilimensis – centrala och södra Kenya samt vid Kilimanjaro i norra Tanzania
- Geokichla piaggiae tanganjicae – östra Demokratiska republiken Kongo, sydvästra Uganda, Rwanda och Burundi
- Geokichla piaggiae rowei – norra Tanzania (Loliondo- och Magaiduskogen)

### Släktestillhörighet
Tidigare placerades arten i släktet Zoothera, men flera DNA-studier visar att den tillhör en grupp trastar som står närmare bland andra trastarna i Turdus. Dessa har därför lyfts ut till ett eget släkte, Geokichla.

## Levnadssätt
Arten hittas i undervegetation i bergsskogar, där den är både skygg och fåtalig.

## Status och hot
Arten har ett stort utbredningsområde, men tros minska i antal, dock inte tillräckligt kraftigt för att den ska betraktas som hotad. Internationella naturvårdsunionen IUCN listar arten som livskraftig (LC).

## Namn
Fågelns vetenskapliga artnamn hedrar Carlo Piaggia (1827-1882), italiensk upptäcktsresande och samlare av specimen i tropiska Afrika 1876-1882.